# 9938 Kretlow

9938 Kretlow

9938 Kretlow eller 1988 KA är en asteroid i huvudbältet som upptäcktes den 14 maj 1988 av den tyske astronomen Werner Landgraf vid La Silla-observatoriet. Den är uppkallad efter Mike Kretlow, vän till upptäckaren.
Asteroiden har en diameter på ungefär 4 kilometer.